# Gonomyia (Idiocerodes) aperta
Gonomyia (Idiocerodes) aperta is een tweevleugelige uit de familie steltmuggen (Limoniidae). De soort komt voor in het Oriëntaals gebied.